# Seosam-myeon
Seosam-myeon (koreanska: 서삼면)  är en socken i Sydkorea. Den ligger i kommunen Jangseong-gun i provinsen Södra Jeolla, i den södra delen av landet, 250 km söder om huvudstaden Seoul.